# Carlo Dalla Pozza
Carlo Dalla Pozza (Taranto, 16 ottobre 1942 – Lecce, 18 luglio 2014) è stato un filosofo italiano.

## Biografia
Era figlio di Luigi, veneto e ufficiale della Marina, e di Cencilia Pontrelli, pugliese. Durante gli studi al Liceo Scientifico Battaglini di Taranto, Giovanni De Tommaso, un insegnante di matematica di stile "tradizionale" gli stimola il gusto per i problemi matematici e per l'eleganza formale delle dimostrazioni. Carlo Dalla Pozza studia filosofia e letteratura all'Università di Bari dove si laurea con una tesi su Renato Serra avendo come relatore Aldo Vallone. Per tutta la sua vita coniuga l'amore per i sistemi formali con l'amore per la letteratura italiana, in particolare per Giacomo Leopardi, Giosuè Carducci (maestro di Renato Serra) e Gabriele D'Annunzio (e tra i classici predilisse Torquato Tasso e Vita nuova di Dante).
Dopo la laurea studia Linguistica teorica a Bari con Ferruccio Rossi-Landi e in seguito all'Università di Pisa, e quindi Metodi formali alla Cattolica di Milano. Una svolta nella sua carriera intellettuale è segnata dalla partecipazione agli "incontri di San Giuseppe" organizzati a Torino da Norberto Bobbio. A partire da qui sviluppa nuove idee in filosofia del diritto, specie sul lavoro di Hans Kelsen, e sulla formalizzazione della logica deontica con particolare attenzione all'assiomatizzazione dei principi di una Teoria generale del diritto in collaborazione con Luigi Ferrajoli per i suoi Principia Juris.
Nel 1986 organizza a Taranto insieme al Comandante Nicola Marturano, allora direttore del Centro di Elaborazione Elettronica della Marina Militare, gli incontri Infogiure Taras Uno: Logica Informatica e Diritto, in collaborazione con il Centro di Taranto della Università Cattolica del Sacro Cuore, al quale hanno partecipato alcune delle figure più rappresentative del diritto, dell'informatica e della logica italiana e internazionale, tra cui Carlos Alchourron, Antonio A. Martino, Luigi Ferrajoli, Amedeo G. Conte, Padre Roberto Busa, Paolo Comanducci, Mario Jori, Angela Filipponio, Giancarlo Taddei-Elmi, Riccardo Guastini e Giovanni Sartor. 
Insegna per diversi anni nella scuola superiore in provincia di Taranto, mantenendosi scientificamente attivo e partecipando a conferenze di società filosofiche italiane (specialmente la Società Italiana di Logica e Filosofia della Scienza e la Società Italiana di filosofia Analitica, dal suo primo Convegno Nazionale del 1994 fino al 6 convegno "Analitic Philosophy and European Culture" (GEnova 2004)). Nel 1990 viene assunto all'Università di Lecce, dove insegna Logica e Filosofia del linguaggio.
Tra le principali influenze nei suoi studi di linguistica e semiotica testuale vi sono quella di János Sándor Petöfi che lo invita a lavorare con lui all'Università di Costanza. La scelta di Dalla Pozza è però quella di restare in Italia dove continua a insegnare anche fuori Lecce, in particolare alle Università di Verona (dove insegna logica e fondamenti di informatica in modo continuativo dal 1996 al 2002, e saltuariamente fino al 2013), Padova, Bolzano e, per le sue lezioni di logica deontica, all'Università di Roma Tre. 
Oltre all'influenza di Petöfi e Kelsen, l'influenza maggiore sul suo pensiero viene dalle grandi opere di Gottlob Frege, Bertrand Russell e Rudolf Carnap, ai cui lavori Dalla Pozza dedica uno studio continuo, con particolare attenzione alla visione filosofica di Carnap. Nel 1988 pubblica un contributo di sapore neopositivista, discutendo e formalizzando alcune argomentazioni in fisica quantistica. Un legame tra i suoi interessi in linguistica e il suo lavoro in logica formale è dato dalla sua teoria formale degli atti linguistici basata su una connessione originale tra logica intuizionistica (usata per gli atti linguistici assertori) e logica classica (usata per i contenuti proposizionali). Il primo passo di questa teoria viene pubblicato in un lavoro scritto a due mani con Claudio Garola su Erkenntnis nel 1995.
Presentando la sua teoria di una formalizzazione della pragmatica, Dalla Pozza definisce un modello Frege-Reichenbach-Stenius per il trattamento formale delle asserzioni, mostrando che il problema principale di questa teoria è la limitazione introdotta da Frege (e accettata da Michael Dummett) per cui il segno di asserzione si può usare solo per formule elementari assertorie. Ma, come molti linguisti sostengono, esistono atti linguistici composti; e per permettere il trattamento di atti linguistici composti e ovviare alla limitazione del modello Frege-Reichenbach-Stenius, Dalla Pozza introduce un insieme di connettivi pragmatici che permettono la costruzione di formule assertive complesse. Il contenuto delle formule assertive è dato dall'interpretazione classica e dai connettivi verofunzionali; i connettivi pragmatici (che connettono atti linguistici assertori) hanno invece una interpretazione intuizionistica, non hanno cioè valori di verità ma valori di giustificazione (infatti un atto assertivo non è, in quanto atto, vero o falso, ma può essere giustificato o non giustificato) 
In questo modo il sistema formale distingue l'asseribilità di un atto assertorio dal valore di verità della proposizione asserita. Oltre a spiegare l'irriducibilità del segno fregeano di asserzione a un trattamento in termini di logica classica e introdurre una fondazione formale della teoria degli atti linguistici, Dalla Pozza dà anche una soluzione originale del problema della compatibilità tra logica classica e logica intuizionista.
Al saggio su Erkenntnis seguono lavori sulla logica erotetica, sulla Logica deontica e sulle logiche substrutturall (vedi riferimenti più sotto). Il lavoro di Dalla Pozza ha suscitato interesse in diversi campi, dalla filosofia del linguaggio alla filosofia della fisica (con la collaborazione con Claudio Garola) alla logica e all'informatica, (specie a partire dalla sua collaborazione con Gianluigi Bellin). Alla sua teoria formale della pragmatica, oltre ai lavori di Richard S. Anderson 2009, e Kurt Ranalter 2008 è dedicato un numero di Fondamenta Informaticae del 2008
L'influenza di Dalla Pozza si estende così oltre che alla filosofia della fisica e alla filosofia del linguaggio anche alla logica e all'informatica, specie con tre convegni in suo onore organizzati a Verona (2003), a Parigi (2004) e a Sirmione (2008), basati sulla collaborazione tra il Dipartimento di Informatica dell'Università di Verona, la Queen Mary University di [Londra] e l'Università di Parigi 12 (Laboratoire d'Algorithmique, Complexité et Logique).
Ricordi di personalità internazionali e di amici sono raccolti in un sito in suo onore.

## Opere
Una lista di lavori di Dalla Pozza si può trovare sulla sua Home Page e su academia.edu.
- On the logical foundations of the Jauch-Piron approach to Quantum Physics (with G. Cattaneo, C. Garola, G. Nisticò), in International Journal of Theoretical Physics, Vol. 27, n° 11, 1988
- Un'interpretazione pragmatica della logica proposizionale intuizionistica, in Usberti G. (ed.), Problemi fondazionali nella teoria del significato, Leo S. Olschki, Firenze, 1991
- Una fondazione pragmatica della logica delle domande, unpublished handwritten (draft, May 1991)
- Parlare di niente. Termini singolari non denotanti e atti illocutori, in 'Idee', anno VIII, n° 23, 1993
- A pragmatic interpretation of intuitionistic propositional logic (with C. Garola), in Erkenntnis, 43, 1995 (pp. 81–109)
- Una logica pragmatica per la concezione “espressiva” delle norme, in Martino A. (ed.), Logica delle Norme, S.E.U., Pisa, 1997
- A pragmatic interpretation of substructural logics (with G. Bellin), in W. Sieg, R. Sommer and C. Talcott (eds.), Reflections on the Foundations of Mathematics. Essays in Honor of Solomon Feferman - ASL Lectures Notes in Logic, Natick Massachusetts, 2003
- Il problema di Gettier: osservazioni su giustificazione, prova e probabilità (with D. Chiffi), talk at the SIFA conference Analytic Philosophy and European Culture, Genoa, 2004
- A pragmatic logic for the expressive conception of norms and values and The Frege-Geach problem, Editoria Scientifica Elettronica, 2008
- Come distinguere scienza e non-scienza: verificabilità, falsificabilità e confermabilità bayesiana (with A. Negro), Carocci, 2017, ISBN 978-8-843-08078-6,